# الفخور

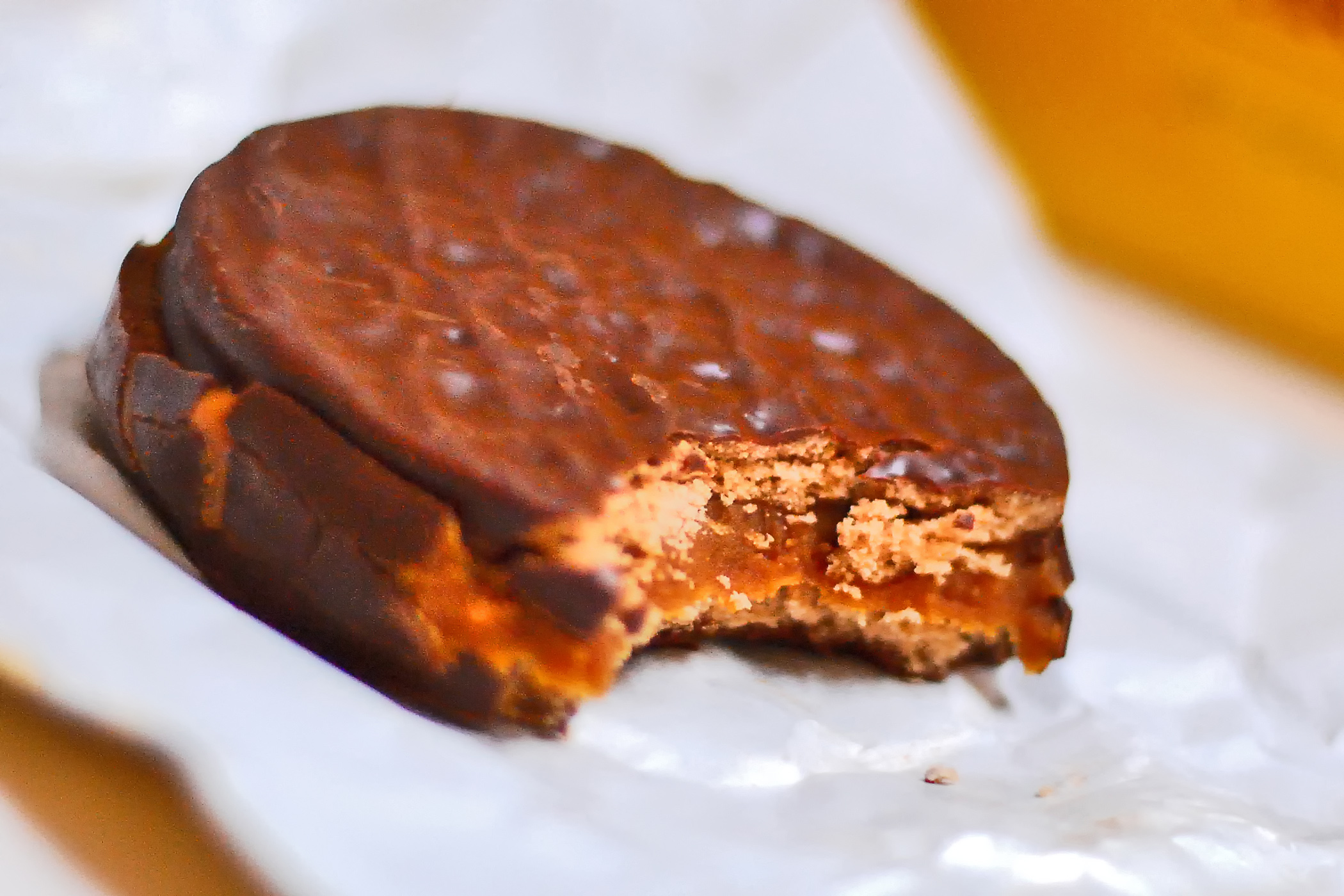

alfajor یا alajú (تلفظ اسپانیایی: [alfaˈxor]جمع alfajores) یک غذای سنتی در آمریکای جنوبی و کشور اسپانیا است.

## در اسپانیا
در اسپانیا یک تنوع از دستور العمل‌های مختلف برای آماده‌سازی الفخور وجود دارد. اما اکثر روش‌های سنتی شامل آرد و عسل و بادام و چند ادویه خاص مانند دارچین است. الفخور اغلب در اطراف کریسمس به فروش می‌رسد اما در مدینا سیدنیا در طول سال در دسترس است.
الفخور سنتی اسپانیایی از دوران باستان در این شهر تولید شده‌است (که در آنجا به نام alajú شناخته می‌شود) و دستور العمل آن به‌طور سنتی از پدر به پسر به ارث رسیده‌است.

## در آمریکا
در کشورهای آمریکای جنوبی هم الفخور یافت می‌شوند که مهم‌ترین آن‌ها در اروگوئه، آرژانتین، اکوادور، پاراگوئه، بولیوی شیلی، کلمبیا، پرو، ونزوئلا و برزیل است. الفخور از اواسط قرن ۱۹ در آرژانتین و اروگوئه محبوبیت یافته‌است. اما این مدل متفاوت از الفخور اسپانیایی‌ها است که با دو کوکی گرد که با میان آن‌ها با انواع مختلف شیرین‌ها پر می‌شود. این مدل میان پر محتویات میانی معمولاً دولسه ولتی است که البته گونه‌های متفاوتی دارد. می‌توان آن‌ها را با پودر قند (در روش سنتی)، آمده قند سرخ شده (Santafesinos یا "de nieve") رنده نارگیل یا شکلات پوشش داد. آرژانتین امروز بزرگترین مصرف‌کننده الفخور در جهان، هم در مجموع تعداد و هم در مصرف سرانه است.  چرا که شایع‌ترین میان‌وعده برای دانش آموزان و بزرگسالان است. الفخور در پرو نیز بسیار محبوب است، به خصوص انواع خانگی آن . دیگر کشورها از آمریکای جنوبی ممکن است الفخور را از آرژانتین و اروگوئه وارد کنند و مصرف محدودی دارند .

## جستارهای وابسته

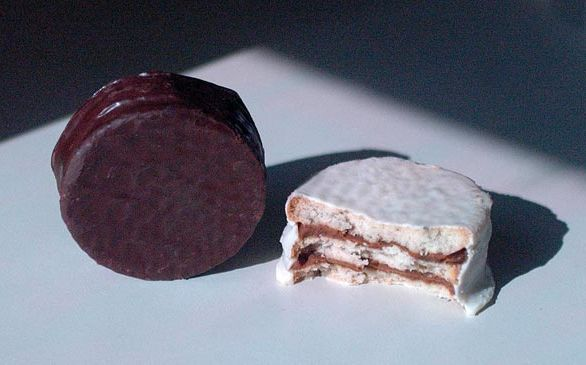
الفخور در اروگوئه و آرژانتین

## نگارخانه

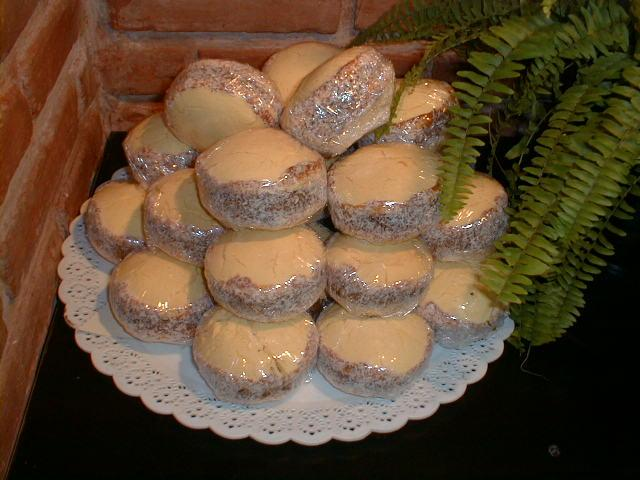
الفخور خانگی - ساخته شده با آرد ذرت و dulce de leche
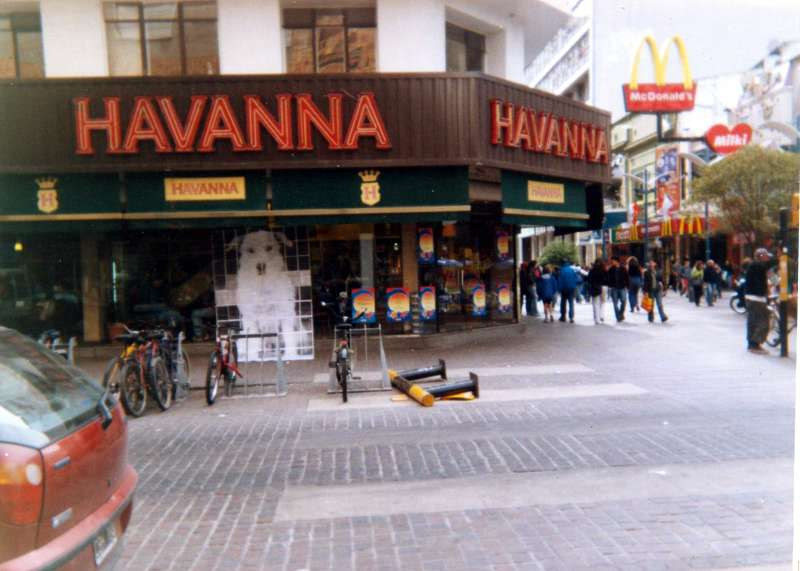
نانوایی Havanna از بهترین تولید کنندگان الفخور در آرژانتین[۷] الفخور  در آرژانتین

1. ↑  "El alfajor de Medina Sidonia". José Luis Flores (in Spanish). Retrieved 11 July 2010.
2. ↑  "El alfajor de Medina Sidonia". José Luis Flores (به اسپانیایی). Retrieved 11 July 2010.
3. ↑  "Ice cream alfajores: What sandwich cookies can be". Linda Shiue. Retrieved 2 August 2010.
4. ↑  "El alfajor, una receta árabe con historia" (in Spanish). Retrieved 15 July 2010.
5. ↑  Marta Rangel Marmol. "El alfajor, una receta árabe que continúa su elaboración en Medina Sidonia" (in Spanish). Retrieved 23 July 2010.
6. ↑  "Gastronomía". Turismo Andaluz S.A. (in Spanish). Retrieved 15 July 2010.
7. ↑  Schwaner-Albright, Oliver (24 December 2006). "Got Leche?". New York Times. Retrieved 20 April 2012.